# Halysidota cyclozonata
Halysidota cyclozonata är en fjärilsart som beskrevs av George Francis Hampson 1901. Halysidota cyclozonata ingår i släktet Halysidota och familjen björnspinnare. Inga underarter finns listade i Catalogue of Life.